# Elecciones generales de Italia de 1948
Las elecciones generales se celebraron en Italia el domingo 18 de abril de 1948 para elegir al Primer Parlamento Republicano. Estuvieron fuertemente influenciadas por la confrontación de la Guerra Fría entre la Unión Soviética y los Estados Unidos, y ahora son más conocidos por la guerra política encubierta emprendida por el Departamento de Estado de los EE. UU. y la Agencia Central de Inteligencia en nombre del Partido Demócrata Cristiano (DC).
Después del golpe de Estado comunista en Checoslovaquia en febrero de 1948, los Estados Unidos se alarmaron por las intenciones soviéticas y temieron que, si la coalición de izquierda ganara las elecciones, la izquierda comunista llevaría a Italia a la esfera de influencia de la Unión Soviética. Cuando comenzó el último mes de la campaña electoral, la revista Time declaró que la posible victoria de la izquierda sería "el borde de la catástrofe".
Las elecciones finalmente fueron ganadas por un cómodo margen por el partido Democracia Cristiana. (en italiano: Democrazia Cristiana, DC) que derrotó a la coalición de izquierda del Frente Democrático Popular (en italiano: Fronte Democratico Popolare per la libertà, la pace, il lavoro, FDP) que estaba compuesto por el Partido Comunista Italiano (en italiano: Partito Comunista Italiano, PCI) y el Partido Socialista Italiano (en italiano: Partito Socialista Italiano, PSI).
Los Demócratas Cristianos pasaron a formar un gobierno sin los comunistas, que habían estado en el gobierno desde junio de 1944, cuando se formó el primer gobierno de posguerra, hasta mayo de 1947.

## Sistema electoral
El sistema de escrutinio proporcional plurinominal elegido dos años antes de la elección a la Asamblea Constituyente, fue definitivamente aprobada por la Cámara de Diputados. Las provincias italianas se dividieron en 31 grupos y cada uno debía elegir a un grupo de candidatos. En cada circunscripción, los escaños se dividían entre las listas abiertas utilizando el método del resto mayor y la fórmula Imperiali. El resto de votos y escaños de ámbito nacional se repartían de forma especial entre listas cerradas de los líderes nacionales, que recibían los últimos asientos utilizando el cociente Hare.
Para el Senado se crearon 237 circunscripciones. Los candidatos debían obtener una mayoría de dos tercios para resultar electos, pero en la práctica solo 15 candidatos fueron elegidos de esta forma. Todos los demás votos y escaños se agruparon en listas de partidos y grupos regionales, utilizando el sistema d'Hondt: de las listas, se elegían a los candidatos con los mejores porcentajes.
Este sistema electoral fue el estándar utilizado en Italia hasta 1993.

## Campaña
Estas elecciones siguieron siendo inigualables en cuanto a agresión verbal y fanatismo se refiere en la historia democrática de Italia. Según el historiador Gianni Corbi, las elecciones de 1948 fueron «las más apasionadas, importantes, largas, sucias e inciertas de la historia de Italia». En estas elecciones se enfrentaron dos visiones opuestas del futuro de la sociedad italiana: por un lado se encontraba la Democracia Cristiana, encabezada por De Gasperi, que proponía un proyecto católico, conservador y capitalista; y por el otro lado se encontraba el Frente Popular, que proponía una sociedad laica, revolucionaria y socialista.
Con el fin de desacreditar al Frente Democrático Popular, durante la campaña los demócratas cristianos llegaron a afirmar que en los países comunistas «los niños enviaban a la cárcel a sus padres», que «los niños eran propiedad del Estado» y que «la gente se comía a sus propios hijos», y aseguraron que de obtener la izquierda el poder, «el desastre golpearía Italia». Otro lema de la Democracia Cristiana fue: «en el secreto de la cabina de votación, Dios te ve, Stalin no».
El PCI lideraba de facto el Frente Democrático Popular (FDP) y había efectivamente marginado al Partido Socialista (PSI), que debido a esto sufrió un notable deterioro en términos de escaños y poder político. Los socialistas también se resintieron por la deserción de la facción socialdemócrata liderada por Giuseppe Saragat, que, en desacuerdo con el pacto entre PCI y PSI, se presentó por las listas de Unidad Socialista. 
El PCI tenía dificultades para controlar a sus militantes más conflictivos, que en la inmediata posguerra habían participado en violentos actos de represalia contra colaboracionistas del régimen fascista. Las zonas más afectadas por la violencia fueron, por ejemplo, el llamado Triángulo Rojo de Emilia, y partes de Liguria en los alrededores de Génova y Savona. En estos mismos lugares, se habían visto con anterioridad episodios de violencia brutal por parte de fascistas durante el régimen de Mussolini y de la Resistencia italiana durante el avance de los Aliados en Italia.

## Influencia de las superpotencias
Las elecciones de 1948 no pudieron evitar influencias externas, producto de la Guerra Fría, encabezadas por Estados Unidos y la Unión Soviética.
La CIA de Estados Unidos reconoció haber dado un millón de dólares a «partidos de centro», pero también se la ha acusado de la publicación de cartas falsificadas con el fin de desacreditar a los dirigentes del Partido Comunista Italiano. La National Security Act de 1947, aprobada seis meses antes por el presidente estadounidense Harry S. Truman, autorizó las operaciones encubiertas secretas en países extranjeros.
Sobre las operaciones de Estados Unidos en estas elecciones, el antiguo agente de la CIA, F. Mark Wyatt, declaró:

Teníamos bolsas de dinero que entregabamos a los políticos seleccionados para sufragar sus gastos políticos y de campaña, como carteles, y folletos.

Con el fin de influir en las elecciones, Estados Unidos emprendió una campaña en la que escribió diez millones de cartas, realizó numerosas emisiones de radio de onda corta y financió libros y artículos en los que se «advertía» a los italianos de las «consecuencias de una victoria comunista». La revista TIME respaldó la campaña y colocó en su portada del 19 de abril de 1948 al líder de la Democracia Cristiana, Alcide De Gasperi.
Al parecer, el PCI fue financiado por la Unión Soviética. De acuerdo con Wyatt:

El Partido Comunista Italiano fue financiado (...) con bolsas negras de dinero llegadas directamente de la embajada soviética en Roma (...) las estimaciones son que entre 8 y 10 millones de dólares al mes iban a las arcas del comunismo.

En contraposición a la declaración de Wyatt, otros autores señalan que aunque los números no se conocen y parece que hay evidencias de que si hubo alguna ayuda financiera desde la URSS, esta fue ocasional y modesta.
La Democracia cristiana ganó las elecciones por amplio margen, con más de un 48% de los votos, mientras que el FDP obtendría un 31%. Las prácticas de la CIA de influir en la política italiana se repetirían en todas las elecciones en el país durante por lo menos los siguientes 24 años, hasta las generales de 1972. Una coalición de izquierdas no ganaría unas elecciones generales hasta 48 años después, en 1996. Si bien esto se debió al tradicional conservadurismo de la sociedad italiana, muy importante fue la Guerra Fría y la vigilancia de Estados Unidos, convencido de que la presencia de la OTAN en el país mediterráneo era vital y aseguraría el status quo en Occidente surgido de los acuerdos de Yalta.

## Partidos principales y líderes
| Partido | Partido                            | Ideología               | Líder                           |
| ------- | ---------------------------------- | ----------------------- | ------------------------------- |
|         | Democracia Cristiana (DC)          | Democracia cristiana    | Alcide De Gasperi               |
|         | Frente Democrático Popular (FDP)   | Comunismo, Socialismo   | Palmiro Togliatti, Pietro Nenni |
|         | Unidad Socialista (US)             | Socialdemocracia        | Ivan Matteo Lombardo            |
|         | Bloque Nacional (BN)               | Liberalismo conservador | Leone Cattani                   |
|         | Partido Nacional Monárquico (PNM)  | Conservadurismo         | Alfredo Covelli                 |
|         | Partido Republicano Italiano (PRI) | Socioliberalismo        | Randolfo Pacciardi              |
|         | Movimiento Social Italiano (MSI)   | Neofascismo             | Giorgio Almirante               |

## Resultados
La DC obtuvo una victoria arrolladora, obteniendo el 48,5% de los votos y 305 escaños en la Cámara de Diputados y 131 senadores. Por otro lado, supuso un duro varapalo a las aspiraciones de gobernar de comunistas y socialistas, que a pesar de ir en coalición perdieron escaños respecto a las anteriores elecciones y obtuvieron más de cuatro millones de votos menos que la DC en la Cámara. Con mayoría absoluta en ambas cámaras, el líder del partido y primer ministro, Alcide De Gasperi, tenía la posibilidad de formar gobierno exclusivamente con miembros de la Democracia Cristiana. Sin embargo, optó por una «coalición de centro» con liberales, republicanos y socialdemócratas. De Gasperi formó tres Consejos de Ministros durante la legislatura, el primero en 1948, el segundo en 1950, tras abandonar la coalición los liberales por considerar que las políticas del gobierno no eran suficientemente de derechas y la tercera en 1951 por el abandono también de los socialdemócratas, que esperaban medidas más a la izquierda.
En disposición a lo escrito en la nueva Constitución de Italia, todos los diputados democráticos elegidos en las elecciones generales de 1924 y expulsados en 1926 por el Partido Nacional Fascista, se convirtieron automáticamente en senadores del primer senado republicano.

### Cámara de Diputados

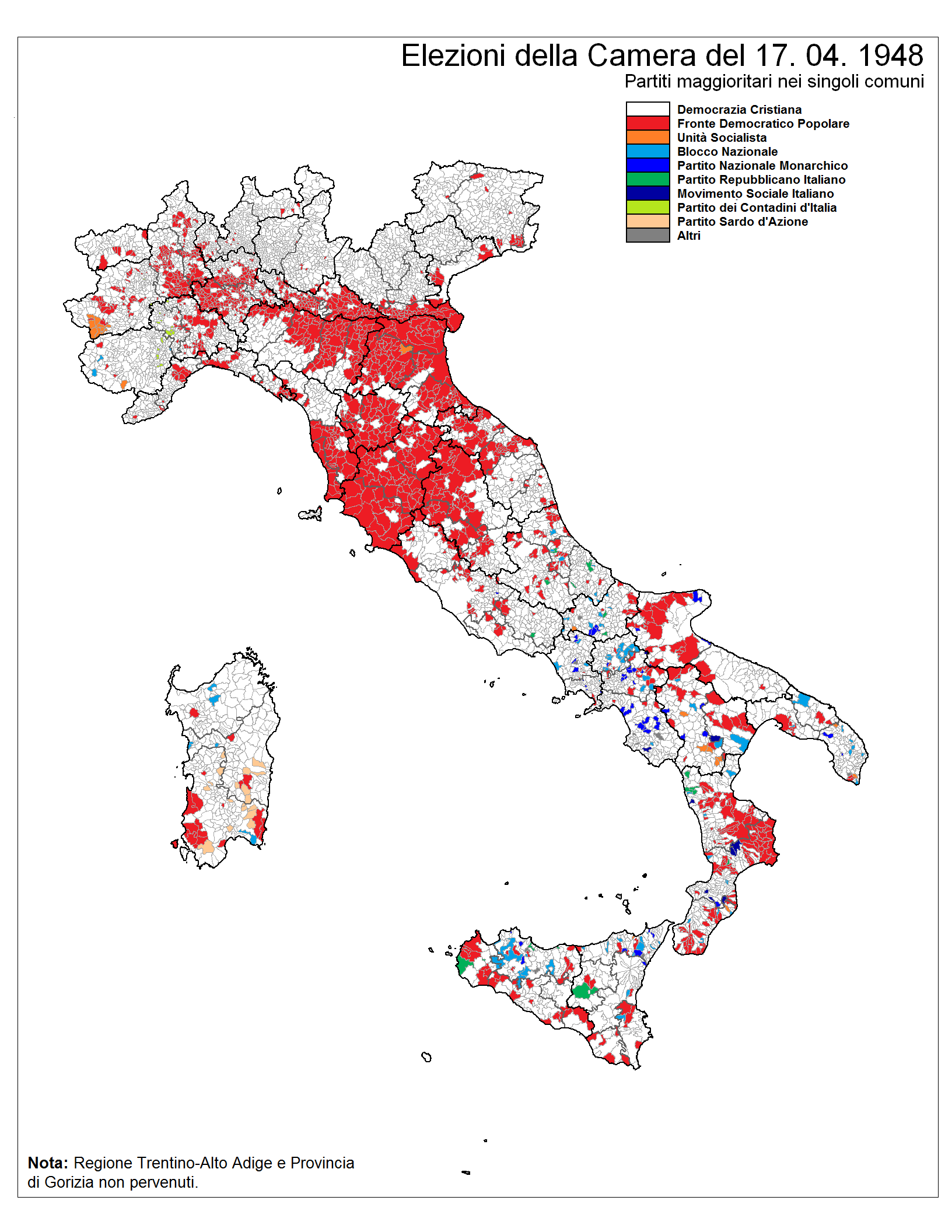
Resultados electorales a la Cámara por municipios. Las plazas ganadas por la Democracia Cristiana están marcadas en blanco por ser el color oficial del partido (en el resto del artículo se marcan en azul claro)

|                                    |                                                 |            |       |         |       |
| Partido                            | Partido                                         | Votos      | %     | Escaños | +/−   |
|                                    | Democracia Cristiana (DC)                       | 12.740.042 | 48,51 | 305     | +98   |
|                                    | Frente Democrático Popular (FDP)                | 8.136.637  | 30,98 | 183     | −36   |
|                                    | Unidad Socialista (US)                          | 1.858.116  | 7,07  | 33      | Nuevo |
|                                    | Bloque Nacional (BN)                            | 1.003.727  | 3,82  | 19      | −52   |
|                                    | Partido Nacional Monárquico (PNM)               | 729.078    | 2,78  | 14      | −2    |
|                                    | Partido Republicano Italiano (PRI)              | 651.875    | 2,48  | 9       | −14   |
|                                    | Movimiento Social Italiano (MSI)                | 526.882    | 2,01  | 6       | Nuevo |
|                                    | Partido Popular Sudtirolés (SVP)                | 124.243    | 0,47  | 3       | Nuevo |
|                                    | Partido de los Campesinos de Italia (PCd'I)     | 95.914     | 0,37  | 1       | ±0    |
|                                    | Partido Cristiano Social (PCS)                  | 72.854     | 0,28  | 0       | ±0    |
|                                    | Partido Sardo de Acción (PSd'Az)                | 61.928     | 0,24  | 1       | −1    |
|                                    | Movimiento Nacionalista por la Socialdemocracia | 56.096     | 0,21  | 0       | Nuevo |
|                                    | Unión de Movimientos Federalistas               | 52.655     | 0,20  | 0       | Nuevo |
|                                    | Bloque Popular Unionista                        | 35.899     | 0,14  | 0       | Nuevo |
|                                    | Otros                                           | 118.512    | 0,44  | 0       | ±0    |
| Votos válidos                      | Votos válidos                                   | 26.264.458 | 97,80 | –       | –     |
| Votos inválidos/en blanco          | Votos inválidos/en blanco                       | 591.283    | 2,20  | –       | –     |
| Total                              | Total                                           | 26.855.741 | 100   | 574     | +18   |
| Votantes registrados/participación | Votantes registrados/participación              | 29.117.270 | 92,23 | –       | –     |
| Fuente: Ministerio del Interior    |                                                 |            |       |         |       |

| \| Voto popular \| Voto popular \| Voto popular \| Voto popular \| Voto popular \| \| ------------ \| ------------ \| ------------ \| ------------ \| ------------ \| \| Partidos \| Partidos \| \| % \| % \| \| DC \| DC \| \| 48.51 % \| 48.51 % \| \| FDP \| FDP \| \| 30.98 % \| 30.98 % \| \| US \| US \| \| 7.07 % \| 7.07 % \| \| BN \| BN \| \| 3.82 % \| 3.82 % \| \| PNM \| PNM \| \| 2.78 % \| 2.78 % \| \| PRI \| PRI \| \| 2.48 % \| 2.48 % \| \| MSI \| MSI \| \| 2.01 % \| 2.01 % \| \| Otros \| Otros \| \| 2.35 % \| 2.35 % \| |          |  |         |         |
| Voto popular |          |  |         |         |
| Partidos | Partidos |  | %       | %       |
| DC | DC       |  | 48.51 % | 48.51 % |
| FDP | FDP      |  | 30.98 % | 30.98 % |
| US | US       |  | 7.07 %  | 7.07 %  |
| BN | BN       |  | 3.82 %  | 3.82 %  |
| PNM | PNM      |  | 2.78 %  | 2.78 %  |
| PRI | PRI      |  | 2.48 %  | 2.48 %  |
| MSI | MSI      |  | 2.01 %  | 2.01 %  |
| Otros | Otros    |  | 2.35 %  | 2.35 %  |

| \| Escaños \| Escaños \| Escaños \| Escaños \| Escaños \| \| -------- \| -------- \| ------- \| ------- \| ------- \| \| Partidos \| Partidos \| \| % \| % \| \| DC \| DC \| \| 53.14 % \| 53.14 % \| \| FDP \| FDP \| \| 31.88 % \| 31.88 % \| \| US \| US \| \| 5.75 % \| 5.75 % \| \| BN \| BN \| \| 3.31 % \| 3.31 % \| \| PNM \| PNM \| \| 2.44 % \| 2.44 % \| \| PRI \| PRI \| \| 1.57 % \| 1.57 % \| \| MSI \| MSI \| \| 1.05 % \| 1.05 % \| \| Otros \| Otros \| \| 0.87 % \| 0.87 % \| |          |  |         |         |
| Escaños |          |  |         |         |
| Partidos | Partidos |  | %       | %       |
| DC | DC       |  | 53.14 % | 53.14 % |
| FDP | FDP      |  | 31.88 % | 31.88 % |
| US | US       |  | 5.75 %  | 5.75 %  |
| BN | BN       |  | 3.31 %  | 3.31 %  |
| PNM | PNM      |  | 2.44 %  | 2.44 %  |
| PRI | PRI      |  | 1.57 %  | 1.57 %  |
| MSI | MSI      |  | 1.05 %  | 1.05 %  |
| Otros | Otros    |  | 0.87 %  | 0.87 %  |

### Senado de la República
|                                    |                                                 |            |       |         |  |
| Partido                            | Partido                                         | Votos      | %     | Escaños |  |
|                                    | Democracia Cristiana (DC)                       | 10.899.640 | 48,11 | 131     |  |
|                                    | Frente Democrático Popular (FDP)                | 6.969.122  | 30,76 | 72      |  |
|                                    | Bloque Nacional (BN)                            | 1.222.419  | 5,40  | 7       |  |
|                                    | Unidad Socialista (US)                          | 943.219    | 4,16  | 8       |  |
|                                    | US–PRI                                          | 607.792    | 2,68  | 4       |  |
|                                    | Partido Republicano Italiano (PRI)              | 594.178    | 2,62  | 4       |  |
|                                    | Partido Nacional Monárquico (PNM)               | 393.510    | 1,74  | 3       |  |
|                                    | Movimiento Social Italiano (MSI)                | 164.092    | 0,72  | 1       |  |
|                                    | Partido Popular Sudtirolés (SVP)                | 94.406     | 0,42  | 2       |  |
|                                    | Partido de los Campesinos de Italia (PCd'I)     | 65.986     | 0,29  | 0       |  |
|                                    | Partido Sardo de Acción (PSd'Az)                | 65.743     | 0,29  | 1       |  |
|                                    | Unión de Movimientos Federalistas               | 42.880     | 0,19  | 0       |  |
|                                    | Movimiento Nacionalista por la Socialdemocracia | 27.152     | 0,12  | 0       |  |
|                                    | Otros                                           | 22.108     | 0,10  | 0       |  |
|                                    | Independientes                                  | 544.039    | 2,40  | 4       |  |
| Votos válidos                      | Votos válidos                                   | 22.657.290 | 95,03 | –       |  |
| Votos inválidos/en blanco          | Votos inválidos/en blanco                       | 1.185.629  | 4,97  | –       |  |
| Total                              | Total                                           | 23.842.919 | 100   | 237     |  |
| Votantes registrados/participación | Votantes registrados/participación              | 25.874.809 | 92,15 | –       |  |
| Fuente: Ministerio del Interior    |                                                 |            |       |         |  |

| \| Voto popular \| Voto popular \| Voto popular \| Voto popular \| Voto popular \| \| ------------ \| ------------ \| ------------ \| ------------ \| ------------ \| \| Partidos \| Partidos \| \| % \| % \| \| DC \| DC \| \| 48.11 % \| 48.11 % \| \| FDP \| FDP \| \| 30.76 % \| 30.76 % \| \| BN \| BN \| \| 5.40 % \| 5.40 % \| \| US \| US \| \| 4.16 % \| 4.16 % \| \| US–PRI \| US–PRI \| \| 2.68 % \| 2.68 % \| \| PRI \| PRI \| \| 2.62 % \| 2.62 % \| \| PNM \| PNM \| \| 1.74 % \| 1.74 % \| \| Otros \| Otros \| \| 4.53 % \| 4.53 % \| |          |  |         |         |
| Voto popular |          |  |         |         |
| Partidos | Partidos |  | %       | %       |
| DC | DC       |  | 48.11 % | 48.11 % |
| FDP | FDP      |  | 30.76 % | 30.76 % |
| BN | BN       |  | 5.40 %  | 5.40 %  |
| US | US       |  | 4.16 %  | 4.16 %  |
| US–PRI | US–PRI   |  | 2.68 %  | 2.68 %  |
| PRI | PRI      |  | 2.62 %  | 2.62 %  |
| PNM | PNM      |  | 1.74 %  | 1.74 %  |
| Otros | Otros    |  | 4.53 %  | 4.53 %  |

| \| Escaños \| Escaños \| Escaños \| Escaños \| Escaños \| \| -------- \| -------- \| ------- \| ------- \| ------- \| \| Partidos \| Partidos \| \| % \| % \| \| DC \| DC \| \| 55.27 % \| 55.27 % \| \| FDP \| FDP \| \| 30.38 % \| 30.38 % \| \| US \| US \| \| 3.38 % \| 3.38 % \| \| BN \| BN \| \| 2.85 % \| 2.85 % \| \| US–PRI \| US–PRI \| \| 1.69 % \| 1.69 % \| \| PRI \| PRI \| \| 1.69 % \| 1.69 % \| \| PNM \| PNM \| \| 1.27 % \| 1.27 % \| \| Otros \| Otros \| \| 3.38 % \| 3.38 % \| |          |  |         |         |
| Escaños |          |  |         |         |
| Partidos | Partidos |  | %       | %       |
| DC | DC       |  | 55.27 % | 55.27 % |
| FDP | FDP      |  | 30.38 % | 30.38 % |
| US | US       |  | 3.38 %  | 3.38 %  |
| BN | BN       |  | 2.85 %  | 2.85 %  |
| US–PRI | US–PRI   |  | 1.69 %  | 1.69 %  |
| PRI | PRI      |  | 1.69 %  | 1.69 %  |
| PNM | PNM      |  | 1.27 %  | 1.27 %  |
| Otros | Otros    |  | 3.38 %  | 3.38 %  |